# Championnats d'Afrique de judo 1964
Navigation
Édition suivante
Les championnats d'Afrique de judo 1964 se déroulent en juin 1964 à Dakar, au Sénégal,.
Au sein de la délégation sénégalaise, Samir Hassan et Mohamed Sahély remportent une médaille d'or, Jonas Cissé remporte deux médailles d'argent tandis que Diatta Malang obtient une médaille d'argent.

## Médaillés
| Épreuves                | Or | Argent                  | Bronze |
| ----------------------- | --- | ----------------------- | ------ |
| Poids légers            | Mohamed Sahély (SEN)                                                                                                | Tahar Djouini (TUN)     |        |
| Poids moyens            | Samir Hassan (SEN)                                                                                                  | Mohamed Bouzid (TUN)    |        |
| Poids lourds            | Abdellah Hajli (MAR)                                                                                                | Mohamed Hachicha (TUN)  |        |
| Open Toutes catégories  | Mohamed Hachicha (TUN)                                                                                              | M’Hammedi Benomar (MAR) |        |
| Compétition par équipes | Sénégal Seydou Touré Mohamed Sahély Malang Diatta Alassane Guèye Fernandez Waz Samir Hassan De Pinavega Jonas Cissé |                         |        |